# Josia integra
Josia integra là một loài bướm đêm thuộc họ Notodontidae. Nó được tìm thấy ở miền nam México to Belize.